# Umivik
L'Umivik (o Umiivik; danese Umivik Bugt) è una baia della Groenlandia larga 45 km.
Si trova all zona settentrionale della Costa di Re Federico VI e si affaccia sull'Oceano Atlantico; appartiene al comune di Sermersooq. Nella parte centrale della baia si trovano le isole di Upernattivik e Trefoldigheden, fra altre isole più piccole. Sulla costa ci sono il fiordo di Umiiviip Kangertiva (Gyldenløve) al sud e la stretta baia di Jensen al nord.
Appena 45 km più al nord si trova il Pikiutdleq e 55 km più al sud il fiordo di Bernstorff.
- Latitudine: 64° 13' N
- Longitudine: 40° 30' O

|  |  |

Una località omonima si trova sulla costa orientale vicino a Tasiilaq (Latitudine: 65° 39' N - Longitudine: 37° 12' O)